# Рууд, Кристиан
Кристиан Рууд (норв. Christian Ruud; род. 24 августа 1972, Осло) — норвежский профессиональный теннисист, игрок сборной Норвегии в Кубке Дэвиса.

## Биография
Кристиан Рууд начал играть в теннис в девятилетнем возрасте; его первым тренером стал его отец Эльвинд. Младшая сестра Кристиана, Хедда, также играла в теннис, занимая третье место в норвежском юниорском рейтинге. Сам Кристиан с 15 до 18 лет неизменно оставался сильнейшим юниором в Норвегии, не проиграв за это время в своей возрастной категории ни одного матча. В неполные 17 лет, в мае 1989 года, он провёл свою первую игру за сборную Норвегии в Кубке Дэвиса.
В 1991 году Рууд начал регулярно появляться в профессиональных теннисных турнирах, успешно выступив в турнирах-сателлитах в Швеции и Гонконге. На следующий год он представлял Норвегию на Олимпийских играх в Барселоне, проиграв в пяти сетах Борису Беккеру, а осенью в Галифаксе впервые дошёл до финала турнира класса «челленджер» в парном разряде. В июле 1993 года он записал на свой счёт первые титулы в «челленджерах» — теперь в одиночном разряде, а следующий сезон, выиграв последний в году турнир этого класса в Нейплсе (Флорида), закончил в первой сотне рейтинга ATP, в которой затем неизменно финишировал вплоть до 1999 года.
В 1995 году Рууд впервые пробился в третий круг в турнире Большого шлема (на Открытом чемпионате Франции), а летом на Открытом чемпионате Швеции впервые в карьере стал финалистом турнира АТР-тура. К октябрю он вошёл в число 50 сильнейших теннисистов мира, поднявшись до высшего в карьере 39-го места в рейтинге.
На олимпийском турнире в Атланте Рууд вновь представлял Норвегию и дошёл до третьего круга, где уступил Андрею Ольховскому. 1997 год был ознаменован лучшим в карьере Рууда результатом в турнирах Большого шлема — выходом в четвёртый круг на Открытом чемпионате Австралии после победы в первом же круге над посеянным под 18-м номером Яном Симеринком, — а затем выигрышем на турнире высшей категории в Монте-Карло у четвёртой ракетки мира Евгения Кафельникова
22 декабря 1998 года у Кристиана и его подруги Леле Сольхейм родился сын Каспер, а в мае 1999 года они поженились. Но удачно складывавшийся для Рууда сезон, включавший победу над третьим номером рейтинга АТР Алексом Корретхой на Открытом чемпионате Австралии и два полуфинала турниров АТР, закончился уже в сентябре из-за воспаления мышц правого плеча и спины. Вернувшись на корт в 2000 году, Рууд в последний раз сыграл за сборную Норвегии в Кубке Дэвиса, принеся ей победу над командой Израиля, и в третий раз принял участие в Олимпийских играх, но проиграл уже в первом круге, впервые с 1994 года завершив сезон за пределами первой сотни рейтинга. В 2001 году он принял участие всего в пяти турнирах и завершил игровую карьеру после поражения в первом круге Открытого чемпионата Франции.
После окончания выступлений Рууд занимался инвестиционным бизнесом и игрой на бирже. В 2007 году он принял предложение от Федерации тенниса Норвегии попробовать себя на тренерской работе, но уже через год объявил об уходе, объяснив, что не может заниматься одновременно и ей, и бизнесом.
Сын Кристиана — Каспер  — также занимается теннисом. Рууд-младший выступал за сборную Норвегии в молодёжном Кубке Дэвиса и к 17 годам, в начале 2016 года, возглавил старший юниорский рейтинг. В 2020 году вошёл в топ-50 мирового рейтинга, повторив достижение отца, а в 2022 году дошёл до 2-го места в рейтинге, дважды попав в финал турниров Большого шлема.

## Финалы за карьеру

### Одиночный разряд

#### АТР-тур (0+1)
| Результат | №  | Дата         | Турнир                            | Покрытие | Соперник в финале | Счёт     |
| --------- | -- | ------------ | --------------------------------- | -------- | ----------------- | -------- |
| Поражение | 1. | 10 июля 1995 | Открытый чемпионат Швеции, Бостад | Грунт    | Фернандо Мелигени | 4-6, 4-6 |

#### ATP Challenger (12+6)
| Результат | №   | Дата             | Турнир                | Покрытие | Соперник в финале | Счёт          |
| --------- | --- | ---------------- | --------------------- | -------- | ----------------- | ------------- |
| Победа    | 1.  | 12 июля 1993     | Тампере, Финляндия    | Грунт    | Ксавье Дофрен     | 6-4, 6-3      |
| Победа    | 2.  | 19 июля 1993     | Монтобан, Франция     | Грунт    | Юнес эль-Айнауи   | 6-7, 6-4, 7-6 |
| Поражение | 1.  | 9 августа 1993   | Льеж, Бельгия         | Грунт    | Гильберт Шаллер   | 6-1, 6-7, 1-6 |
| Победа    | 3.  | 11 июля 1994     | Остенде, Бельгия      | Грунт    | Йохан ван Херк    | 2-6, 6-4, 6-1 |
| Поражение | 2.  | 12 сентября 1994 | Будапешт, Венгрия     | Грунт    | Крис Госсенс      | 6-4, 3-6, 2-6 |
| Победа    | 4.  | 10 октября 1994  | Лима, Перу            | Грунт    | Эрнан Гуми        | 3-6, 7-5, 6-3 |
| Поражение | 3.  | 17 октября 1994  | Гуаякиль, Эквадор     | Грунт    | Шенг Схалкен      | 1-6, 4-6      |
| Победа    | 5.  | 14 ноября 1994   | Глендейл, США         | Хард     | Майкл Джойс       | 6-1, 6-3      |
| Победа    | 6.  | 5 декабря 1994   | Нейплс, США           | Грунт    | Брайан Данн       | 6-1, 6-0      |
| Победа    | 7.  | 5 июня 1995      | Фюрт, Германия        | Грунт    | Магнус Густафссон | 7-6, 6-4      |
| Поражение | 4.  | 17 июля 1995     | Лиллехаммер, Норвегия | Грунт    | Эндрю Илие        | 3-6, 2-6      |
| Победа    | 8.  | 18 марта 1996    | Агадир, Марокко       | Грунт    | Оливер Гросс      | 2-6, 6-3, 7-5 |
| Победа    | 9.  | 13 апреля 1998   | Бирмингем, США        | Грунт    | Йохан ван Херк    | 2-6, 6-1, 6-1 |
| Победа    | 10. | 1 июня 1998      | Фюрт (2)              | Грунт    | Ян-Фроде Андерсен | 6-4, 7-5      |
| Поражение | 5.  | 13 июля 1998     | Мерано, Италия        | Грунт    | Слава Доседел     | 6-7, 6-7      |
| Победа    | 11. | 3 августа 1998   | Познань, Польша       | Грунт    | Мартин Родригес   | 1-6, 6-3, 6-3 |
| Поражение | 6.  | 19 октября 1998  | Монтевидео, Уругвай   | Грунт    | Эдуардо Медика    | 4-6, 4-6      |
| Победа    | 12. | 16 ноября 1998   | Ранчо-Мираж, США      | Хард     | Сесил Мамит       | 6-7, 6-3, 6-2 |

### Парный разряд

#### ATP Challenger (1+2)
| Результат | №  | Дата          | Турнир             | Покрытие | Партнёр         | Соперники в финале          | Счёт          |
| --------- | -- | ------------- | ------------------ | -------- | --------------- | --------------------------- | ------------- |
| Поражение | 1. | 9 ноября 1992 | Галифакс, Канада   | Хард     | Мартен Ренстрём | Эллис Феррейра Ричард Шмидт | 6-4, 1-6, 4-6 |
| Поражение | 2. | 12 июля 2003  | Тампере, Финляндия | Грунт    | Саша Гиршзон    | Никлас Утгрен Давид Энгель  | 4-6, 5-7      |
| Победа    | 1. | 19 июля 1993  | Монтобан, Франция  | Грунт    | Саша Гиршзон    | Уго Коломбини Массимо Черро | 6-1, 6-2      |